# 1〜2mをかける少女
『1〜2mをかける少女』（いち〜にメートルをかけるしょうじょ）は、明日賀じゅんによる日本の漫画作品。
『なかよしラブリー』（講談社）において、「2〜3秒にかける少女」、「3〜4cm先にかける少女」とタイトルを変えて連載されていたオムニバス形式の作品。

## 書誌情報
- 明日賀じゅん 『1〜2mをかける少女』 講談社〈講談社コミックスなかよし〉、全1巻
- 1巻、2010年4月6日発行、ISBN 4063642623